# جيم جونز
جيمس «جيم» وارن جونز (بالإنجليزية: Jim Jones)‏ (13 مايو 1931 - 18 نوفمبر 1978) مؤسس وزعيم معبد الشعوب، اشتهر بعملية الانتحار الجماعي في 18 نوفمبر 1978 والتي راح ضحيتها ما يزيد عن 900 عضو من المعبد في جونز تاون، غيانا ، من بينهم أكثر من 200 طفل قتلوا جميعاً من جراء التسمم بمادة السيانيد، بالإضافة إلى قتل خمس أشخاص آخرين بالقرب من مدرج هبوط للطائرات.
ولد جونز في إنديانا وقام بإنشاء معبده هناك في الخمسينيات من القرن الماضي. انتقل في وقت لاحق إلى ولاية كاليفورنيا، يعتبر الحادث الذي وقع في صفوف غيانا بين أكبر عمليات الانتحار الجماعي في التاريخ، والتي كانت تعتبر أكبر خسارة في الأرواح بين المدنيين الأمريكين في كارثة غير طبيعية حتى أحداث 11 سبتمبر 2001، من بين القتلى هو ليو رايان، عضو الكونغرس الأمريكي والسياسي الأمريكي اغتيل أثناء أداء واجبه في تاريخ الولايات المتحدة.

## حياتـه
ولد جيم جونز في مقاطعة راندولف، إنديانا وهي منطقـة ريفية بالقرب من حدود ولاية أوهايو، من أب يُدعـى جيمس ثورمان جونز (31 مايو 1887 - 29 مايو، 1951)، وهو أحد المحاربين القدامى في الحرب العالمية الأولى)، وأمّه تُدعى ليناتا بوتنام جونز (16 أبريل، 1902 - 11 ديسمبر 1977) كانت من أصول إيرلندية ويلزية، التي أعتقدت أنها ولدت المسيح، قامَ جونز بالمطالبة بنسبــه شيروكي عن طريق والدته بالرغم من أن هذا الأمر لم يكُن مسموحًا به، جرّاء الصعوبات الاقتصادية خلال فترة الكساد العظيم في الثلاثينات اضطرت عائلة جونز للانتقال إلى لين، انديانا سنة 1934 .قــآم جيم جــونز ومعه أستاذ يدرّس مادة الصحـآفة بالإقرار أن والد جونز كان ينتمي لـحركة كو كلوكس كلان والتي كانت تنبذ الـسّود.
في مقابلـة تلفزيونيـة تابعة للبرنامج الوثائقي جـونز تاون: حياة وموت معبد الشعوب ، قام أصدقاء الطفـولة لجونز بالاعتراف بأن جونز كان بالفعل «طفلاً غريب الأطوار» مهووســًا بالدين والمــوت وادّعوا أنه في منـآسبات كثيرة كان يُقيم جنائز لحيوانات صغيرة وبأنهُ قام بطعن قطّ بطريقـة جدُّ وحشيــة.
جونز كان قارئ نهم في مرحلة طفولة حيث قرأ بعناية لكل من جوزيف ستالين، كارل ماركس، المهاتما غاندي وأدولف هتلر، مشيرا إلى كل من نقاط القوة والضعف فيها. وبعد انفصل الآباء جونز عن بعضهما، انتقل مع والدته إلى ريتشموند، إنديانا. وتخرج من مدرسة ريتشموند الثانوية في وقت مبكر ومع مرتبة الشرف في ديسمبر عام 1948.
في عام 1949 تزوج جونز من الممرضة مارسيلين بالدوين وانتقل إلى بلومنجتون, انديانا. حضرَ جونز محاضرة للرئيس إليانور روزفلت في جامعة إنديانا، وقد تمحورت محاضرة روزفلت حول محنة الأمريكيين من أصل إفريقي والتي تأثر بها جونز كثيرًا.
كانت أحاديث جونز المتعاطفة مع الحزب الشيوعي تثير غيظ والدة زوجته مارسلين. وفي عام 1951، انتقل جونز إلى إنديانابوليس، حيث حضر المدارس الليلية في جامعة بتلر، وقد حصل على شهادتـه في التعليم الثانوي من هناك عام 1961.

## بناء المعبد

### بدايات إنديانا

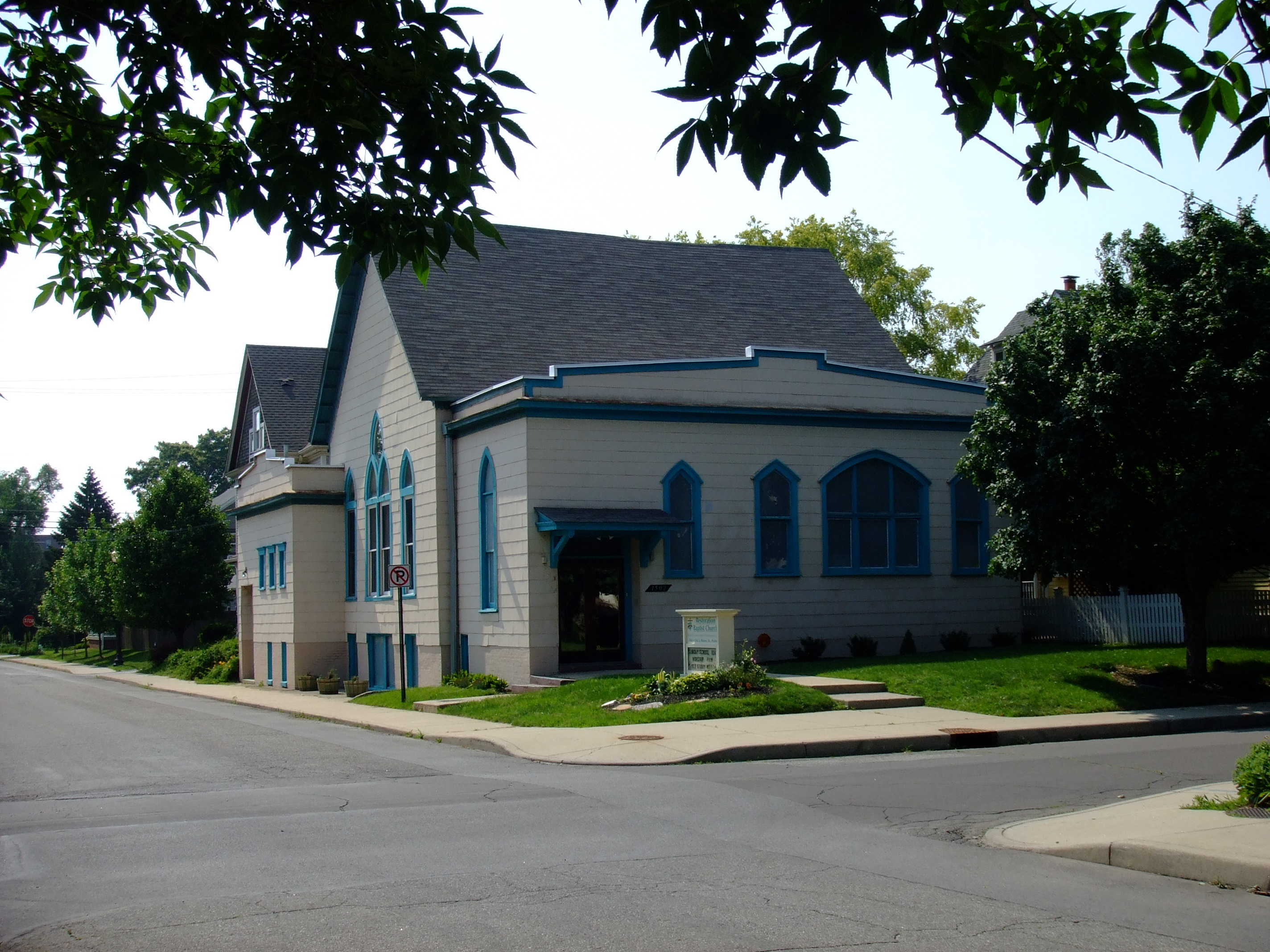
أول كنائس جونز في انديانابوليس, انديانا

في عام 1951، أصبح جونز عضوا في الحزب الشيوعي الأمريكي وبدأ بحضور الاجتماعات والتجمّعات في إنديانابولس.
إنزعج جونز من المضايقات التي إستهدفته أثناء جلسات الاستماع مكارثي، خصوصًا تلك التي تتعلق بلقائه هو ووالدته مع بول روبسون، كما أنهُ أصيبَ بالإحباط جراء ما يعتبره النبذ العلني للمجتمع الشيوعي بالولايات المتحدة الأمريكية وخصوصًا خلال محاكمة جوليوس و ايثيل روزنبرغ.
اهتمام جــونز بالقضايا الدينية بدأ منذُ طفولته، وبالذات لأنهُ شعر بصعوبة تكوين صداقات في تلك الفترة من عمره، على الرغم من انه في البداية مترددا في اختيار كنيسته.
وقد فوجئ جونز عندما قام بمساعدته مشرف الكنيسة الميثودية المتحدة في إنشاء تلك الكنيسة بالرغم من درايته بالانتماء الماركسي لجونز، على الرغم أنه لم يجتمع بالحزب الشيوعي.
وفي عام 1952، أصبح جونز تلميذًا لدى القساوسة في الكنيسة الميثودية، ولكنه يدعي تركه للكنيسة عندما منع من إدماج المصلّين السود في تجمعاته، في هذا الوقت، لاحظ جونز أن الخدمة المداواة الروحانية في الكنيسة المعمدانية لليوم السابع، بأنها كانت تجلب الكثير الناس وأموالهم، وخلصت إلى أنه مع هذه الموارد المالية يمكنه من تحقيق أهدافه الاجتماعية.

## الاندماجية
في عام 1960، عين عمدة انديانابوليس الشيوعي تشارلز بوزويل، جيم جونز مديراً للجنة حقوق الإنسان، وتجاهل جونز مشورة بوزويل في الابتعاد عن الأضواء، وإيجاد منافذ جديدة لآرائه في الإذاعة المحلية وبرامج التلفزيون، عندما العمدة وقاوم مفوضين آخرين وطلب جونز للحد من تصرفاته العامة، وتعالت هتافاتهم في اجتماع ل NAACP وجامعة الحضري عندما صاح لجمهوره إلى أن تكون أكثر المتشددين، وبلغت ذروتها مع "أطلق شعبي تذهب!
خلال هذا الوقت، ساعدت جونز أيضا إلى إدماج الكنائس والمطاعم وشركة الهاتف، وإدارة الشرطة ومسرح وحديقة ترفيهية، والميثودية مستشفى. بعد صلبان معقوفة رسمت على منازل اثنين من الأمريكيين من أصل أفريقي الأسر وجونز مشى شخصيا الحي مطمئن الأميركيين الأفارقة وتقديم المشورة عائلات البيض بعدم التحرك، من أجل منع هروب الأبيض. وكذلك وضعت لسعات للقبض على رفض المطاعم لخدمة العملاء الأمريكيين من أصل أفريقي وكتب إلى النازية الأمريكية المسربة قادة ثم ردودهم على وسائل الإعلام. عندما وضعت بطريق الخطأ في جناح جونز السوداء للمستشفى بعد انهيار عام 1961، وقال انه رفض أن يتم نقل وبدأت لجعل الأسرة، والسرير فارغ المقالي من المرضى السود، تسببت الضغوط السياسية الناجمة عن الإجراءات جونز مسؤولو مستشفى لإزالة التمييز في عنابر.
تلقى جونز انتقادات كبيرة في ولاية انديانا لآرائه اندماج. التي يملكها البيض الشركات والسكان المحليين انتقدوا له. وضعت على صليب معقوف المعبد، عصا من الديناميت ولم يبق في معبد كومة الفحم، وعلى وألقيت القط ميتا في منزل جونز بعد مكالمة هاتفية تهديدية. حوادث أخرى وقعت، على الرغم من يشتبه البعض في أن جونز نفسه يحتمل أن تكون ضالعة في ما لا يقل عن بعض منهم

## جونز «عائلة قوس قزح»
اعتمد جيم جونز ومارسيلين على تبني عدة أطفال من أصول قوقازية جزئية؛ أشار إلى عشيرة وله «الأسرة قوس قزح»، وقال: «التكامل هو شيء أكثر شخصية معي الآن انها مسألة من بلادي. الابن المستقبل». يصور جونز ومعبد العام بأنه «الأسرة قوس قزح».
اعتمد الزوجين بتبنّي عدة أطفال ثلاثة من كوريا الأمريكية النسب: لو، سوزان وستيفاني. وكان جونز قد شجع الأعضاء على اعتماد الهيكل الأيتام من الحرب المدمرة كوريا. وكان جونز منذ فترة طويلة ينتقد "المعارضة إلى الزعيم الشيوعي الولايات المتحدة كيم ايل سونغ ل 1950 غزو من كوريا الجنوبية، ووصفها بأنها حرب "التحرير "وتنص على أن" الجنوب هو مثال حي للاشتراكية أن جميع في الشمال والتغلب عليها. " في عام 1954، هو وزوجته أغنيس كما اعتمدت جونز، الذي كان جزئيا الأمريكيين النسب. كان أغنيس 11 في وقت اعتماد لها، اعتمد سوزان جونز في سن السادسة في عام 1959. وفي يونيو 1959، كان الزوجان طفلهما البيولوجي فقط، ستيفان غاندي جونز.
بعد ذلك بعامين، في عام 1961، أصبحت أول زوجين الجيران الأبيض في ولاية انديانا لتبني طفل أسود، جيمس جونز وارن، الابن، كما اعتمدت الزوجين ابن آخر، والذي كان أبيض، واسمه تيم جونز، الذي ولدته أم كانت عضوا في معبد الشعوب، وكان اسمه في الأصل تيموثي غلين تابر.

## السفر إلى البرازيل
إثر عودة جونز إلى إندياناَ بعدّ ذهابه إلى البرازيل، عام 1965، إدّعى هذا الأخير بأن العالم سيغرق في حرب نوويــة في يوليو 1967، والتي سيتمخّضُ عنهاَ «الجنة الاشتراكية الجديدة» على الأرض، وبأن المعبد يجب أن ينتقل إلى شمال كاليفورنيا لدواعي أمنية.وبناءً على ذلك، بدأ المعبد بالانتقال إلى Redwood Valley بكاليفورنيا.
بينما كان جونز يتحدث دائمًا عن المبادئ السامية للإنجيل، وقبل نهاية الستينــآت، اختار جونز بأن يُخفي حقيقة أن الإنجيل الذي قصده هو «الشيوعية». وبحلول أواخر الستينات، بدأ جونز نسبيا وخلال خطبته الدينية في المعبد بالإعلان عن مفهومــه «الاشتراكية الرسولية»، وعلى وجه التحديد «أولئكَ الذين ظلّوا مخدّرين بأفيون الدين يجب عليهم إخراجهم إلى دائرة التنوير - والتي هي الاشتراكية».
لطالمَا مزجَ جونز هذه المفاهيم مثل «إن كنتَ مولودًا في أمريكا الرأسمالية، العنصرية، الفاشية، فإنكَ إذن مولودٌُ في الخطيئة. ولكن إن كنتَ مولودًا في الاشتراكية فإنكَ لستَ مولودًا في الخطيئة!».

## روابط خارجية
- جيم جونز على موقع IMDb (الإنجليزية)
- جيم جونز على موقع الموسوعة البريطانية (الإنجليزية)
- جيم جونز على موقع ميوزك برينز (الإنجليزية)
- جيم جونز على موقع إن إن دي بي (الإنجليزية)
- جيم جونز على موقع قاعدة بيانات الفيلم (الإنجليزية)